# Novo Gama
Novo Gama – miasto i gmina w Brazylii leżące w stanie Goiás. Gmina zajmuje powierzchnię 194,99 km². Według danych szacunkowych w 2016 roku miasto liczyło 108 410 mieszkańców. Położone jest około 180 km na północny wschód od stolicy stanu, miasta Goiânia, oraz około 30 km na południe od Brasílii, stolicy kraju.
W latach 70. XX wieku rząd federalny zezwolił na utworzenie Narodowego Banku Mieszkaniowego, który miał na celu budowanie tanich mieszkań dla pracowników. Mieszkania zostały zbudowane w okolicach Dystryktu Federalnego. Nazwano to miasto Novo Gama, ze względu na bliskość miasta Gama leżącego już w granicach dystryktu. Oficjalne otwarcie miasta nastąpiło 8 grudnia 1978 roku. 19 lipca 1995 roku Novo Gama zostało podniesione do statusu gminy. Nowa gmina została utworzona poprzez wyłączenie z terenów z gminy Luziânia.
W 2014 roku wśród mieszkańców gminy PKB per capita wynosił 7145,65 reais brazylijskich.